# Valverde (Gerichtsbezirk)
Der Gerichtsbezirk Valverde ist einer der zwölf Gerichtsbezirke in der Provinz Santa Cruz de Tenerife.
Der Bezirk umfasst 3 Gemeinden auf einer Fläche von 268,72 km² mit dem Hauptquartier in Valverde.

## Gemeinden
| Gemeinde                | Einwohner (2024) | Fläche km² | Dichte Einw./km² | Cod INE | Postleitzahl               |
| ----------------------- | ---------------- | ---------- | ---------------- | ------- | -------------------------- |
| La Frontera             | 4.528            | 80,12      | 57               | 38013   | 38911                      |
| El Pinar                | 2.010            | 84,95      | 24               | 38901   | 38914, 38917               |
| Valverde                | 5.268            | 103,65     | 51               | 38048   | 38900, 38910, 38915, 38916 |
| Gerichtsbezirk Valverde | 11.806           | 268,72     | 44               | –       | –                          |